# Nuoto ai campionati mondiali di nuoto 2022 - 200 metri farfalla maschili
La gara di nuoto dei 200 metri farfalla maschili dei campionati mondiali di nuoto 2022 è stata disputata il 20 e 21 giugno 2022 presso la Duna Aréna di Budapest. Vi hanno preso parte 42 atleti provenienti da 35 nazioni.
La competizione è stata vinta dal nuotatore ungherese Kristóf Milák, mentre l'argento e il bronzo sono andati rispettivamente al francese Léon Marchand e al giapponese Tomoru Honda.

## Podio
| Posizione | Atleta        | Nazionalità |
| --------- | ------------- | ----------- |
| Oro       | Kristóf Milák | Ungheria    |
| Argento   | Léon Marchand | Francia     |
| Bronzo    | Tomoru Honda  | Giappone    |

## Programma
| Data           | Ora (UTC+2) | Turno      |
| -------------- | ----------- | ---------- |
| 20 giugno 2022 | 09:37       | Batterie   |
| 20 giugno 2022 | 19:35       | Semifinali |
| 21 giugno 2022 | 18:54       | Finale     |

## Record
Prima della competizione il record del mondo e il record dei campionati erano i seguenti:
| Record mondiale       | 1'50"73 | Kristóf Milák Ungheria | 24 luglio 2019 Gwangju, Corea del Sud |
| Record dei campionati | 1'50"73 | Kristóf Milák Ungheria | 24 luglio 2019 Gwangju, Corea del Sud |

Durante la competizione è stato battuto il seguente record:
| Data      | Evento | Atleta        | Nazione  | Tempo   | Record          |
| --------- | ------ | ------------- | -------- | ------- | --------------- |
| 21 giugno | Finale | Kristóf Milák | Ungheria | 1'50"34 | Record mondiale |

## Risultati

### Batterie
| Pos. | Batteria | Corsia | Atleta                | Nazionalità         | Tempo   | Note |
| ---- | -------- | ------ | --------------------- | ------------------- | ------- | ---- |
| 1    | 5        | 4      | Kristóf Milák         | Ungheria            | 1'54"10 | Q    |
| 2    | 4        | 6      | Noè Ponti             | Svizzera            | 1'54"75 | Q    |
| 3    | 4        | 4      | Tomoru Honda          | Giappone            | 1'54"94 | Q    |
| 4    | 5        | 5      | Trenton Julian        | Stati Uniti         | 1'55"04 | Q    |
| 5    | 3        | 7      | Alberto Razzetti      | Italia              | 1'55"71 | Q    |
| 6    | 4        | 2      | Krzysztof Chmielewski | Polonia             | 1'55"73 | Q    |
| 7    | 3        | 4      | Luca Urlando          | Stati Uniti         | 1'55"94 | Q    |
| 8    | 4        | 5      | Tamás Kenderesi       | Ungheria            | 1'56"09 | Q    |
| 9    | 5        | 0      | Kregor Zirk           | Estonia             | 1'56"13 | Q    |
| 10   | 3        | 3      | Leonardo de Deus      | Brasile             | 1'56"35 | Q    |
| 11   | 3        | 2      | Giacomo Carini        | Italia              | 1'56"38 | Q    |
| 11   | 5        | 7      | Léon Marchand         | Francia             | 1'56"38 | Q    |
| 13   | 4        | 0      | Niu Guangsheng        | Cina                | 1'56"48 | Q    |
| 14   | 3        | 6      | James Guy             | Gran Bretagna       | 1'56"63 | Q    |
| 15   | 5        | 2      | Takumi Terada         | Giappone            | 1'56"70 | Q    |
| 16   | 3        | 5      | Wang Kuan-hung        | Taipei cinese       | 1'56"87 | Q    |
| 17   | 3        | 0      | Héctor Ruvalcaba      | Messico             | 1'56"96 |      |
| 18   | 5        | 3      | Antani Ivanov         | Bulgaria            | 1'57"00 |      |
| 19   | 3        | 8      | Kim Min-seop          | Corea del Sud       | 1'57"43 |      |
| 20   | 4        | 7      | Louis Croenen         | Belgio              | 1'57"63 |      |
| 21   | 4        | 3      | Chen Juner            | Cina                | 1'58"31 |      |
| 22   | 5        | 8      | Denys Kesil           | Ucraina             | 1'58"36 |      |
| 23   | 2        | 7      | Jorge Otaiza          | Venezuela           | 1'58"54 |      |
| 24   | 5        | 1      | Bowen Gough           | Australia           | 1'58"66 |      |
| 25   | 4        | 8      | Sajan Prakash         | India               | 1'58"67 |      |
| 26   | 5        | 9      | Velimir Stjepanović   | Serbia              | 1'59"44 |      |
| 27   | 4        | 1      | Moon Seung-woo        | Corea del Sud       | 1'59"81 |      |
| 28   | 4        | 9      | Ong Jung Yi           | Singapore           | 2'00"18 |      |
| 29   | 2        | 2      | Patrick Hussey        | Canada              | 2'00"24 |      |
| 30   | 2        | 6      | Erick Gordillo        | Guatemala           | 2'00"48 |      |
| 31   | 2        | 1      | Richard Nagy          | Slovacchia          | 2'00"83 |      |
| 32   | 2        | 3      | Nguyễn Duy Khoa Hồ    | Vietnam             | 2'01"05 |      |
| 33   | 3        | 1      | Matheus Gonche        | Brasile             | 2'01"65 |      |
| 34   | 2        | 8      | Felipe Baffico        | Cile                | 2'01"99 |      |
| 35   | 3        | 9      | Navaphat Wongcharoen  | Thailandia          | 2'02"10 |      |
| 36   | 2        | 4      | Ramil Valizade        | Azerbaigian         | 2'02"41 |      |
| 37   | 2        | 5      | Keanan Dols           | Giamaica            | 2'04"04 |      |
| 38   | 2        | 0      | Simon Bachmann        | Seychelles          | 2'06"70 |      |
| 39   | 1        | 4      | Salem Sabt            | Emirati Arabi Uniti | 2'08"21 |      |
| 40   | 2        | 9      | Gerald Hernández      | Nicaragua           | 2'09"26 |      |
| 41   | 1        | 5      | Mubal Azzam Ibrahim   | Maldive             | 2'36"74 |      |
| -    | 5        | 6      | Chad le Clos          | Sudafrica           | -       | dns  |
| -    | 1        | 3      | Heni Mesfar           | Tunisia             | -       | dq   |

### Semifinali
| Pos. | Semifinale | Corsia | Atleta                | Nazionalità   | Tempo   | Note |
| ---- | ---------- | ------ | --------------------- | ------------- | ------- | ---- |
| 1    | 2          | 4      | Kristóf Milák         | Ungheria      | 1'52"39 | Q    |
| 2    | 2          | 5      | Tomoru Honda          | Giappone      | 1'54"01 | Q    |
| 3    | 1          | 4      | Noè Ponti             | Svizzera      | 1'54"20 | Q    |
| 4    | 1          | 7      | Léon Marchand         | Francia       | 1'54"32 | Q    |
| 5    | 2          | 6      | Luca Urlando          | Stati Uniti   | 1'54"50 | Q    |
| 6    | 1          | 6      | Tamás Kenderesi       | Ungheria      | 1'54"79 | Q    |
| 7    | 2          | 3      | Alberto Razzetti      | Italia        | 1'54"87 | Q    |
| 8    | 1          | 1      | James Guy             | Gran Bretagna | 1'54"91 | Q    |
| 9    | 1          | 3      | Krzysztof Chmielewski | Polonia       | 1'55"01 |      |
| 10   | 2          | 1      | Niu Guangsheng        | Cina          | 1'55"27 |      |
| 11   | 2          | 2      | Kregor Zirk           | Estonia       | 1'55"62 |      |
| 12   | 2          | 7      | Giacomo Carini        | Italia        | 1'55"74 |      |
| 13   | 2          | 8      | Takumi Terada         | Giappone      | 1'56"07 |      |
| 14   | 1          | 2      | Leonardo de Deus      | Brasile       | 1'56"18 |      |
| 15   | 1          | 8      | Wang Kuan-hung        | Taipei cinese | 1'56"23 |      |
| 16   | 1          | 5      | Trenton Julian        | Stati Uniti   | 1'56"45 |      |

### Finale
| Pos.    | Corsia | Atleta           | Nazionalità   | Tempo   | Note |
| ------- | ------ | ---------------- | ------------- | ------- | ---- |
| Oro     | 4      | Kristóf Milák    | Ungheria      | 1'50"34 |      |
| Argento | 6      | Léon Marchand    | Francia       | 1'53"37 |      |
| Bronzo  | 5      | Tomoru Honda     | Giappone      | 1'53"61 |      |
| 4       | 3      | Noè Ponti        | Svizzera      | 1'54"29 |      |
| 5       | 2      | Luca Urlando     | Stati Uniti   | 1'54"92 |      |
| 6       | 7      | Tamás Kenderesi  | Ungheria      | 1'55"20 |      |
| 7       | 1      | Alberto Razzetti | Italia        | 1'55"52 |      |
| 8       | 8      | James Guy        | Gran Bretagna | 1'55"54 |      |